# Pedra Azul
Pedra Azul este un oraș în Minas Gerais (MG), Brazilia.